# إينوغوتشي توشيهيرا
توشيهيرا إنوجوتشي Toshihira Inoguchi (11 أغسطس 1896 - 24 أكتوبر 1944)كان نائب أميرال ياباني وعمل كقائد للبارجة موساشي خلال الحرب العالمية الثانية حتى وفاته.
تمت ترقيته إلى رتبة أميرال خلفي في 15 أكتوبر 1944م، وتولى إينوغوتشي قيادة موساشي خلال معركة خليج ليتي. في 24 أكتوبر 1944، أثناء معركة بحر سيبويان، تعرضت موساشي لضربات جوية متعددة وتعرضت لأضرار بالغة بسبب الضربات المتعددة بالقنابل والطوربيدات. أمر إينوغوتشي - الذي أصيب في كتفه الأيسر - الطاقم «بالاستعداد للتخلي عن السفينة»، ثم سلم القيادة إلى ضابطه التنفيذي الكابتن (كاتو كينكيتشي) وتقاعد إلى مقصورته البحرية، واختار الغرق مع سفينته. تمت ترقيته بعد وفاته إلى رتبة نائب أميرال.

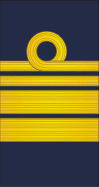
شارة نائب الأميرال؛ الرتبة التي مُنحت لتوشيهيرا إينوغوتشي بعد وفاته